# Lee Hoiby
Lee Henry Hoiby (* 17. Februar 1926 in Madison, Wisconsin; † 28. März 2011 in New York City) war ein US-amerikanischer Komponist und Konzertpianist. Sein Schwerpunkt waren Opern und Lieder. Er war ein Schüler des Komponisten Gian Carlo Menotti. Anders als viele Zeitgenossen blieb Lee Hoiby dem tonalen Komponieren während seiner Schaffenszeit treu. Sein bekanntestes Werk ist seine Umsetzung von Tennessee Williamss Summer and Smoke (Sommer und Rauch), welches seine Premiere an der Oper in St. Paul in Minnesota im Jahre 1971 hatte.

## Leben
Lee Hoiby wurde 1926 in Madison im amerikanischen Bundesstaat Wisconsin geboren. Schon früh als Wunderkind erkannt, begann er im Alter von fünf Jahren mit dem Klavierspiel. Er studierte an der University of Wisconsin–Madison Klavierspiel bei den Pianisten Gunnar Johansen und Egon Petri, anschließend wurde Hoiby Schüler von Darius Milhaud am Mills College. Bei Gian Carlo Menotti am Curtis Institute in Philadelphia studierte er Komposition. Lee Hoiby wurde von vielen Komponisten beeinflusst, hauptsächlich von den Avantgardisten des 20. Jahrhunderts wie Rudolf Kolisch, dem Schwager von Arnold Schönberg, und Harry Partch, in dessen Dadaisten Ensemble er in jungen Jahren mitspielte. Obwohl er anfangs zu einer Karriere als Konzertpianist tendierte, beschäftigte er sich später hauptsächlich mit der Komposition.
Lee Hoiby starb am 28. März 2011 nach kurzer schwerer Krankheit an den Folgen eines Melanoms. Sein langjähriger Lebenspartner war Mark Shulgasser.

## Werke (Auswahl)

### Oper
| Jahr | Titel                  | Libretto                                      |
| ---- | ---------------------- | --------------------------------------------- |
| 1957 | The Scarf              | nach Tschechow                                |
| 1964 | A Month in the Country | William Ball nach Iwan Sergejewitsch Turgenew |
| 1968 | Summer and Smoke       | Lanford Wilson nach Tennessee Williams        |
| 2004 | Romeo and Juliet       | nach William Shakespeare                      |